# براندون آدمز
براندون آدمز (بالإنجليزية: Brandon Adams)‏ مواليد 22 أغسطس 1979 في توبيكا، الولايات المتحدة، هو ممثل أمريكي بدأ مسيرته الفنية عام 1988.

## الأعمال
- 1988: مون واكر
- 1990: أبناء توم وجيري
- 1994: أمير بيل إير الحيوي
- 1995: بوي ميتس ورلد
- 1998-1999: مويشا

## وصلات خارجية
- براندون آدمز على موقع IMDb (الإنجليزية)
- براندون آدمز على موقع روتن توميتوز (الإنجليزية)
- براندون آدمز على موقع ألو سيني (الفرنسية)
- براندون آدمز على موقع تيرنر كلاسيك موفيز (الإنجليزية)
- براندون آدمز على موقع أول موفي (الإنجليزية)
- براندون آدمز على موقع قاعدة بيانات الأفلام السويدية (السويدية)
- براندون آدمز على موقع قاعدة بيانات الفيلم (الإنجليزية)
- براندون آدمز على موقع كينوبويسك (الروسية)